# الحسن أحمد يحيى الحسين
الحسن أحمد يحيى الحسين (المنتخب الحسن بن أحمد) توفي في 936 إمام الدولة الزيدية في اليمن من 934 إلى 936.
كان الحسن بن أحمد الابن الثالث من ستة أبناء الإمام الناصر أحمد. كان الناصر أحمد حاكم قوي فارضا سيطرته على شمال اليمن ولكن بعد وفاته في عام 934 دخلت الإمامة في فترة غامضة نوعا ما. سيطرت الدولة اليعفرية على صعدة مقر إقامة الرسيين لمدة أربعة أشهر بعد وفاة الناصر. ادعى الحسن الإمامة متخذا اسم المنتخب الحسن. ومع ذلك تم تعيين شقيقه الأكبر المختار القاسم إماما. لا تعترف المصادر الزيدية بالمنتخب الحسن والمختار القاسم أئمة وتعتبر الأخ الأصغر المنصور يحيى إماما رسميا بدءا من 934. ذكر ابن خلدون أن المنتخب الحسن توفي في 936 ولكن مصدر آخر يذكر أنه توفي في 939. تولى الإمامة من بعده شقيقه المختار القاسم.